# Nome in codice: Nina
Nome in codice: Nina (Point of No Return) è un film del 1993 diretto da John Badham, con Bridget Fonda. È il remake della pellicola francese del 1990 Nikita, di Luc Besson.

## Trama
La giovane Maggie Hayward è condannata a morte per l'omicidio di un agente. Dopo una finta esecuzione viene invece addestrata, grazie alla sua particolare aggressività, per diventare una killer professionista. Così da un lato viene introdotta alle tecniche di difesa e di offesa e, al contempo, le vengono insegnate le buone maniere. Il suo primo incarico è quello di eliminare un individuo minaccioso insieme alla sua scorta. Ma c'è una trappola che l'attende.

## Produzione
Il film fu il primo prodotto da una major di Hollywood a essere ripreso con una Kodak 96, che permise la presenza di riprese con meno luce del normale.

## Colonna sonora
La protagonista del film nutre un'ammirazione particolare per la cantante/pianista Nina Simone. Durante il film si possono ascoltare diversi pezzi dell'artista:
- Here Comes the Sun
- I Want a Little Sugar in My Bowl
- Feeling Good
- Wild is the Wind
- Black Is the Color of My True Love's Hair

Insieme con la precedente messa in onda di My Baby Just Cares for Me nel 1982, questo film aiutò il ritorno sulla scena internazionale della Simone.
Nella colonna sonora è incluso anche il brano Cuando calienta el sol, lanciato negli anni sessanta dai Los Hermanos Rigual.

## Accoglienza
Il film guadagnò circa 30038362 $ e ricevette sia critiche negative che critiche positive.